# Guba Ági
Guba Ági (Budapest, 1940. június 7. – 2017. március 16.) virágkötőmester.
A Színművészeti Főiskolára járt, amit kénytelen félbehagyni és csomagolói munkát vállalni, ahol felfedezték virágkötő tehetségét. Virágkötő, majd virágkötőmester lett. Az egyik alapítója és első elnöke a Magyar Virágkötők, Virágkereskedők Szakmai Egyesületének. Később megkapta az tiszteletbeli örökös elnök címet. Egész életét a virágkötészetnek szentelte, s ezzel kivívta a szakma és az ország elismerését.
Magyarországon meghonosította a Valentin-napot. 1991-ben megalapította a Valentin Napi Szeretetcsokor intézményét. Minden évben egy jeles személyiség kapja a kitüntető csokrot az alapítótól. Eddigi díjazottak közül néhányan:
- Göncz Árpád köztársasági elnök,
- Szabó Zoltán az első magyar szívátültetésért,
- Várszegi Asztrik pannonhalmi főapát,
- Tolnay Klári Kossuth-díjas színművésznő,
- Faludy György költő, műfordító,
- Schmitt Pál olimpikon, a MOB elnöke,
- Kertész Imre Nobel-díjas író,
- Popper Péter író, pszichológus,
- Presser Gábor és a Locomotiv GT,
- Nancy Goodman Brinker volt amerikai nagykövet,
- Sugár András Westel cég alapítója,
- Koltai Róbert színész, rendező a Sose halunk meg című filmjéért,
- Gönczöl Katalin ombudsman,
- Szász Endre festőművész,
- Koltai Lajos operatőr, filmrendező,
- Kertész Zsuzsa tévébemondó,
- Geszti Péter az ARC óriásplakát kiállításért,
- Eszenyi Enikő színművész,
- Fischer Iván a Budapesti Fesztiválzenekar zeneigazgatója,
- Gyarmati Andrea sportoló és orvos.